# Coquillettidia fasciolata
Coquillettidia fasciolata is een muggensoort uit de familie van de steekmuggen (Culicidae). De wetenschappelijke naam van de soort is voor het eerst geldig gepubliceerd in 1891 door Lynch Arribálzaga.